# Radoslav Kunzo
Radoslav Kunzo (Levoča, 2 de septiembre de 1974-Distrito de Senec, entre el 9 y el 12 de abril de 2023) fue un futbolista eslovaco que jugó como defensor. Su padre, František Kunzo, formó parte del equipo checoslovaco de fútbol, ganador de la medalla de oro en los Juegos Olímpicos de Verano realizados en Moscú en 1980.

## Trayectoria deportiva
Radoslav Kunzo nació el 2 de septiembre de 1974 en Levoča, por aquel entonces República Socialista Checoslovaca. Kunzo fue hijo de František Kunzo y hermano de František Kunzo (hijo), ambos futbolistas.
Kunzo comenzó su carrera como futbolista en el Lokomotiva Košice. Entre los años 1993 y 1994 completó su servicio militar en Banská Bystrica, jugando para el club local FK Dukla Banská Bystrica para luego retornar a Košice. En 1998 pasó al FC VSS Košice, y un año después al FK Púchov. En 2001, Kunzo se fue al FK Inter Bratislava.
Luego de permanecer en el equipo durante seis años, en 2006 pasó a competir fuera del país uniéndose al Kapfenberger SV de Austria, en el cual participó un total de 43 partidos, anotando 5 goles. En 2008, Kunzo regresó a su país, donde estuvo bajo contrato con el SK SFM Senec hasta el verano de 2010. A esto le siguieron temporadas en los clubes eslovacos PŠC Pezinok, PFK Piešťany, SDM Domino Bratislava, ŠK TOP Pusté Úľany y ŠK Lozorno antes de regresar a Austria en enero de 2014. Aquí se incorporó al SC Freistadt Rusten de Liga Regional de Austria de tercera categoría. Luego de un año, abandonó el equipo para regresar a su país. Desde 2015 hasta 2017 jugó en el FK Vajnory para luego pasar al FK Lokomotíva Devínska Nová Ves.
Kunzo tenía título de entrenador de la UEFA "B" desde el año 2011.

## Muerte
Radoslav Kunzo protagonizó un accidente automovilístico cerca de Chorvátsky Grob, Distrito de Senec. Luego del hecho abandonó el lugar para desaparecer, razón por la cual la policía comenzó a buscarlo a partir del 9 de abril, encontrando su cuerpo sin vida el 12 de abril de 2023.